# Cratere Aulestes
Aulestes è un cratere sulla superficie di Dione.